# Montaignac-sur-Doustre
Montaignac-sur-Doustre è un comune francese di 634 abitanti situato nel dipartimento della Corrèze nella regione della Nuova Aquitania. È stato istituito il 1 gennaio 2022 dalla fusione dei precedenti comuni di Le Jardin e Montaignac-Saint-Hippolyte.